# Services de relocalisation
La relocalisation est le fait de déplacer des personnes, une entreprise… à un autre endroit. Les services de relocalisation (parfois aussi appelés services de relocation, d’après le mot anglais) sont les services destinés à faciliter la relocalisation de familles ou d’entreprises.
La relocalisation de familles peut être rendue nécessaire par la mutation d’un membre de la famille loin de son domicile précédent, en particulier par les mutations à l’étranger (par exemple, nomination de diplomates dans une ambassade, expatriation de dirigeants…). Une agence de relocalisation, généralement implantée près de la nouvelle localisation, a pour fonction d’organiser l’ensemble du processus, y compris l’obtention des documents officiels nécessaires (visa, permis de travail, permis de séjour…), la recherche d’un nouveau domicile, la recherche d’écoles pour les enfants, la recherche d’un travail pour le conjoint, l’apprentissage de la langue…
La relocalisation d’entreprise implique de créer une société dans le nouveau pays (autorisations administratives, documents officiels, etc.), de rechercher des locaux, d’embaucher du personnel…
Dans le cas de la relocalisation de familles, les agences de relocalisation peuvent offrir leurs services directement aux familles, ou aux entreprises, qui paient alors les frais engagés pour leurs salariés mutés. En France, des dispositions fiscales favorables favorisent le recours aux agences de relocalisation.
En résumé les missions des sociétés de Relocation comprennent :
- Conseil auprès des Directions des Ressources Humaines dans la gestion des impatriés et expatriés

- Conseil auprès des Directions des Ressources Humaines dans la gestion de la mobilité nationale

- Conseil et organisation de la mobilité individuelle : conseil, recherche, accompagnement, assistance et suivi dans tous les aspects de l'installation de la famille (logement, scolarité, initiation à la langue française, emploi du conjoint, etc.)

- Conseil, assistance et gestion des démarches inhérentes à l'obtention de documents administratifs liés à la mobilité nationale et internationale (titres de séjour, permis de travail, permis de conduire, sécurité sociale, etc.)

- Conseil et organisation de la mobilité géographique collective de tout ou partie du personnel d'une entreprise

- Gestion de l'externalisation des ressources humaines internationales

- Coordination du processus d'implantation de sociétés étrangères en France

Pour des raisons pratiques (connaissance des réseaux immobiliers en local, des entreprises du tissu régional etc), les agences de relocalisation travaillent généralement sur un secteur assez restreint, mais peuvent avoir un réseau d’agences partenaires et de sociétés de relocation pour couvrir un territoire beaucoup plus vaste.